# Bombay Bs.As.
Bombay Bs.As. es un destacado grupo de tango formado en Buenos Aires en 1998 que hasta 2019 se llamó 34 Puñaladas, que integra la nueva generación de tanguera en Argentina surgida a partir de los años 1990, que suele ser denominada como "Guardia Joven", "Tango Joven" o "Nuevo Tango". Tiene una formación de cuarteto de guitarras y voz solista y se caracterizó inicialmente por interpretar tangos tradicionales de origen carcelario y marginal, habiendo luego orientado su repertorio a la ejecución de temas propios.
Bombay Bs.As. está integrado por Maximiliano Cortéz (guitarra), Edgardo González (guitarra), Juan Lorenzo (guitarra), Lucas Ferrara (guitarrón) y Alejandro Guyot (voz)

## Historia
El grupo se formó en 1998 con la idea de rescatar e interpretar tangos lunfardos, reos y carcelarios de las décadas de 1920 y 1930, recuperando un cancionero postergado del tango argentino, de relatos sobre drogas, mujeres de avería, delincuencia y violencia. El nombre inicial fue tomado del tango "Amablemente", con letra de Iván Diez y música de Edmundo Rivero. En 2019, atendiendo a los cambios sociales y culturales relativos a la mujer y a su lugar en la sociedad ocurridos en los últimos años, el grupo decidió cambiar su nombre por el de Bombay Bs.As.
Hasta 2002 tocaron en el circuito under de Buenos Aires y desde ese año comenzaron a presentarse en los principales teatros, centros culturales y clubes. Ese año editaron su primer álbum, Tangos carcelarios, que ganó el Premio Clarín, en la categoría Revelación.
En 2006 y 2007 lanzan dos nuevos álbumes, Slang y Argot, que resultaron nominados para los Premios Carlos Gardel, en los rubros "mejor grupo u orquesta de tango" y "tango nuevas formas", respectivamente.
En 2006 el grupo decide dar un nuevo rumbo a su orientación, dando prioridad a la interpretación de composiciones propias. La expresión discográfica de este cambio se produjo con el álbum Bombay Bs.As. de 2009, que obtuvo excelentes comentarios de la crítica musical. En el álbum participa el cantautor brasileño Vitor Ramil, en tanto que la tapa del mismo es un cuadro de uno de los integrantes, Juan Lorenzo, que además es un destacado artista plástico.
En 2011 lanzaron un DVD y un CD llamados De la bolsa al ruedo. Este último tiene la originalidad de reproducir un espacio musical poco difundido, que es el de las interpretaciones durante pruebas de sonido, esperas de aeropuerto, lobbies de hotel o en las camionetas mientras se trasladan a conciertos.
El grupo ha actuado en Brasil, Chile, Uruguay, Francia, España, Portugal, Italia, Austria y Australia.

## Discografía
- Tangos carcelarios (2006). Premio Clarín, en la categoría Revelación.
- Slang (2006). Nominado a los Premios Carlos Gardel en el rubro "mejor grupo u orquesta de tango".
- Argot (2007). Nominado a los Premios Carlos Gardel en el rubro "tango nuevas formas".
- Bombay Bs.As. (2009)
- De la bolsa al ruedo (2011)
- Astiya (2014)
- Las Historias del Humo (2017)